# I Hope You Find It
I Hope You Find It è un brano originariamente della cantautrice e attrice statunitense Miley Cyrus incluso nella colonna sonora del film The Last Song del 2010. Non è entrato nella classifica di Billboard, ma ha raggiunto la posizione numero 5 della classifica Bubbling Under Hot 100.
Nel 2013, il brano è stato reinterpretato dall'artista statunitense Cher, che l'ha pubblicato come secondo singolo estratto dal suo ventiseiesimo album, Closer to the Truth. I Hope You Find It è diventato il brano di Cher con più airplay radiofonico nel Regno Unito nel XXI secolo, raggiungendo la posizione numero trentaquattro nella classifica Airplay. Nella classifica generale del Regno Unito il singolo ha invece debuttato al 25º posto, diventando la prima top 40 di Cher da The Music's No Good Without You del 2001.

## Esibizioni live e promozione
Il 23 settembre 2013, Cher ha eseguito I Hope You Find It, insieme al suo singolo Believe e Woman's World, il primo singolo dell'album, in una parte del "Today Show" e il giorno dopo ha cantato I Hope You Find It al Late Show della CBS con David Letterman. 
In Europa invece decise di promuovere il singolo in Germania nello show Wetten Dass...?. 
Il 13 ottobre 2013, Cher eseguì la canzone dal vivo ad X Factor in Regno Unito ed è stata ospite al The Graham Norton Show il 25 ottobre 2013 in cui lei ha dato una performance live della canzone.
Per promuovere ulteriormente il singolo, Cher ha pubblicato un lyric video per la canzone sul suo canale ufficiale di YouTube. Il video è stato caricato il 24 settembre 2013 e da allora ha raccolto più di 1.300.000 visualizzazioni.

## Classifiche
| Classifica (2013)                                    | Posizione Massima |
| ---------------------------------------------------- | ----------------- |
| Austria                                              | 43                |
| Germania                                             | 49                |
| Irlanda                                              | 39                |
| Scozia                                               | 22                |
| Svizzera                                             | 26                |
| Corea del Sud                                        | 84                |
| Regno Unito                                          | 25                |
| Stati Uniti d'America Adult Contemporary (Billboard) | 17                |